# Ситуаційна кімната Президента України
Ситуативний центр Президента України, або Ситуативна кімната Президента України — закрите комунікаційне приміщення в Офісі Президента України, де Президент України як Верховний Головнокомандувач Збройних сил України здійснював стратегічне управління армією та приймав найважливіші рішення в сфері оборони і безпеки країни. У Ситуативному центрі використовувались сучасні технології, унікальна система захисту, новітня система зв'язку, унікальні канали спостереження з можливістю під'єднання до відкритих і закритих джерел інформації, об'єднувати весь інформаційний простір, в якому працює президент з людьми, які приймають рішення. Ситуативний центр Президента України був обладнаний за зразком Ситуативної кімнати у Білому домі США.

## Історія створення
Ситуативна кімната або Ситуативний центр Президента України був обладнаний 2014 року після виборів Президента України. За президентства Віктора Януковича у цьому приміщенні була бенкетна зала. Необхідність створення була тому що стара система урядового зв'язку з країнами СНД контролювалась Росією, що загрожувало безпеці України. Кімнату обладнали системою захисту від зовнішнього прослуховування, системою закритого зв'язку для спілкування з керівниками державних органів. Колишній заступник Голови Адміністрації Президента Дмитро Шимків в інтерв'ю 6 вересня 2018 розповів, що серверне обладнання Ситуативного центру збирали з різних джерел. Зокрема, з Центральної виборчої комісії та Національного банку України. 
У Ситуативній кімнаті проводились наради президента Петра Порошенка при необхідності швидко визначитися рішенням. Зокрема наради щодо автоматичного відшкодування податку на додану вартість, системи електронних закупівель ProZorro, рішення про початок контрнаступу на Донбасі. У Ситуативному центрі відбувалися переговори з керівництвом зарубіжних країн щодо Угоди про асоціацію між Україною та ЄС, безвізового режиму, а також переговори з Патріархом Варфоломієм щодо надання томосу про автокефалію Православної церкви України. Ситуативний центр дозволяв оперативно отримувати інформацію щодо ситуації на фронті та містив систему моніторингу лінії зіткнення на Донбасі.

## Демонтаж ситуативної кімнати
Після виборів Президента України 2019 року, на яких переміг Володимир Зеленський, обладнання з Ситуативного центру Президента України, було демонтовано і повернуто орендодавцю командою попереднього президента. Призначений секретар РНБО Олександр Данилюк повідомив 28 травня 2019 року про зникнення моніторів та серверів із секретною інформацією із Ситуативного центру та пообіцяв звернутися до правоохоронців щодо зникнення обладнання. Речник Петра Порошенка Святослав Цеголко пояснив, що техніку для ситуаційної кімнати Президента орендували за власний кошт Петра Порошенка й повернули орендодавцю.  29 травня Державне бюро розслідувань «на основі інформації, розміщеної в мережі інтернет» розпочало досудове розслідування зникнення моніторів та серверів секретної інформації з Адміністрації Президента України.
Дмитро Шимків повідомив, що серверів із секретною інформацією в кімнаті не було, архітектура ситуаційної кімнати передбачала лише відеосервер для керування відеостіною та іншими екранами, передача інформації здійснювалась захищеними каналами зв'язку і дані не зберігалися, що дозволяло уникнути потреби будувати проміжні сервери чи сховища.